# Челопеци (Кичево)
Челопеци (мкд. Челопеци) су насеље у Северној Македонији, у западном делу државе. Челопеци припадају општини Кичево.

## Географија
Насеље Челопеци је смештено у средишњем делу Северне Македоније. Од најближег већег града, Кичева, насеље је удаљено 10 km источно.
Челопеци се налазе у малој области Рабетинкоље, која обухвата неколико села у средишњем сливу реке Треске. Село је положено изнад долине реке на југу и планине Коњаник на северу. Преко реке издиже се планина Баба Сач. Надморска висина насеља је приближно 600 метара.
Клима у насељу је континентална.

## Историја
Овде је 12. септембра 1944. формирана Петнаеста македонска ударна бригада

## Становништво
Челопеци су према последњем попису из 2002. године имала 318 становника.
Већинско становништво су Турци (87%), а у мањини су етнички Македонци (10%). До прве половине 20. века већинско становништво у селу били су православни Словени.
Претежна вероисповест месног становништва је ислам, а мањинска православље.